# Cnemidaria araguensis
Cnemidaria araguensis là một loài dương xỉ trong họ Cyatheaceae. Loài này được Stolze mô tả khoa học đầu tiên..
Danh pháp khoa học của loài này chưa được làm sáng tỏ. 